# Xã Madison, Quận St. Joseph, Indiana
Xã Madison (tiếng Anh: Madison Township) là một xã thuộc quận St. Joseph, tiểu bang Indiana, Hoa Kỳ. Năm 2010, dân số của xã này là 1.913 người.